# Lista de espécies de Armillaria

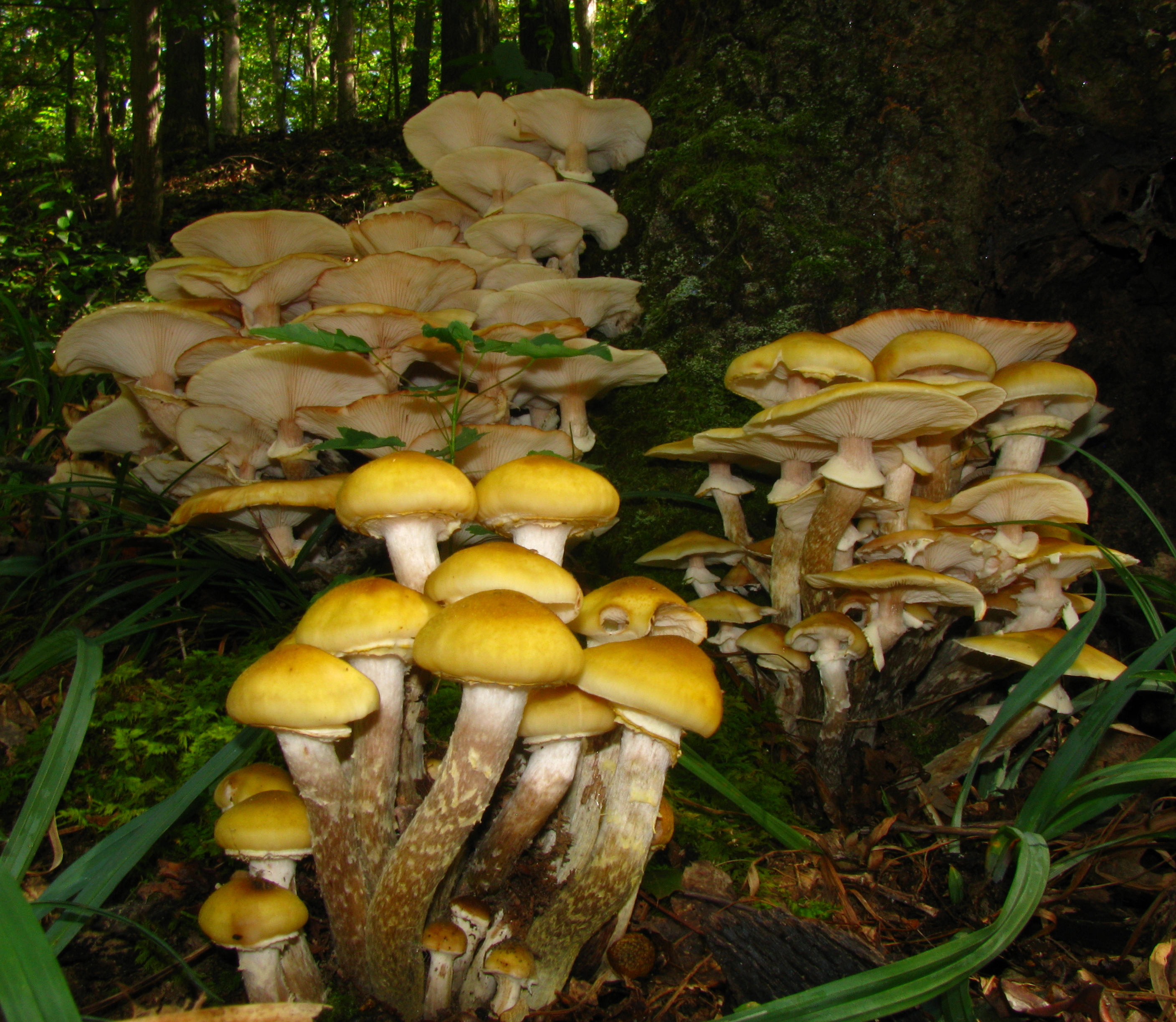
A. mellea é uma espécie-tipo do gênero Armillaria.

Esta é uma Lista de espécies do gênero Armillaria, um fungo que comumente é conhecido como cogumelos de mel. Descrita pela primeira vez por Elias Magnus Fries em 1821, e, posteriormente, atribuída na classificação genérica de Friedrich Staude. Armillaria é classificado na família Physalacriaceae da ordem Agaricales, os cogumelos picados. A maioria das espécies do gênero são organismos saprotróficos e vivem principalmente em madeira morta, mas algumas são parasitas que podem causar podridão funda e radicular em mais de seiscentas espécies de plantas lenhosas. Algumas espécies de Armillaria formam micorrizas com orquídeas; outras, tal como a A. gallica, A. mellea e A. tabescens, são bioluminescentes.
As espécies de cogumelos Armillaria são carnudas e produzem esporos brancos como algodão ou um véu parcial que normalmente forma um anel distinto na estipe. Os corpos de frutas geralmente ocorrem no outono em grandes aglomerados na base da estipe ou nas raízes. As espécies podem produzir rizomorfos—agregações radicais de hifas—que podem formar redes subterrâneas maciças e duradouras. O crescimento das redes de rizomorfos permite a disseminação do fungo de árvore para árvore mesmo quando o contato direto entre plantas doentes e saudáveis não é possível.
O gênero já serviu como um táxon de lixo para muitos cogumelos agáricos com uma impressão de esporos brancos, brânquias anexadas ao tronco e um anel. Devido em grande parte a diferentes interpretações sobre os limites do gênero, mais de 270 espécies e variedades foram colocadas em Armillaria ou no seu sinônimo Armillariella. Entretanto, em 1995, um abrangente estudo de Tom Volk e Harold Burdsall avaliou todos os epítetos que foram utilizados para descrever as espécies do gênero. Em sentido estrito, os resultados determinaram que cerca de quarenta espécies pertencem ao gênero e que as restantes pertencem a espécies que estão distribuídas entre outros quarenta e três gêneros de fungos modernos.
Muitas espécies são difíceis ou impossíveis de distinguir entre si usando características observáveis; os testes de incompatibilidade laboratoriais são frequentemente utilizados em culturas puras para determinar de forma confiável as espécies. Devido às dificuldades colocadas pela identificação rotineira de espécies, o uso de sequenciamento de DNA e abordagens filogenéticas tornou-se um método padrão para ajudar a esclarecer relações entre espécies. As espécies diferem em sua distribuição geográfica e posição ecológica, especificidade do hospedeiro, características microscópicas e macroscópicas, e também na sua agressividade na colonização de hospedeiros de madeira. A seguinte lista de espécies de Armillaria baseia-se nas visões gerais taxonômicas fornecidas por Volk e Burdsall em 1995, David Pegler em 2000, e relatos de novas espécies que foram publicados desde então.

## Espécies

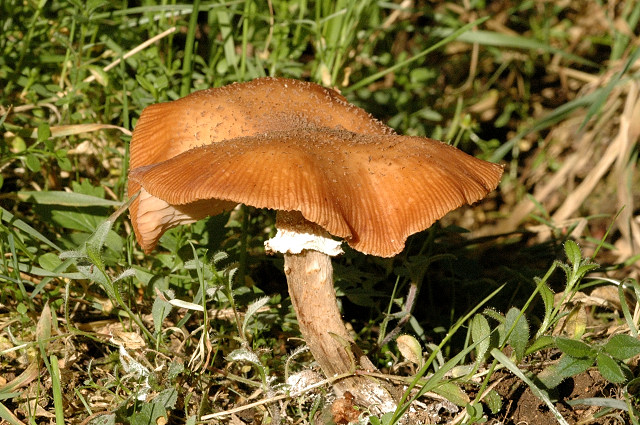
A. borealis.

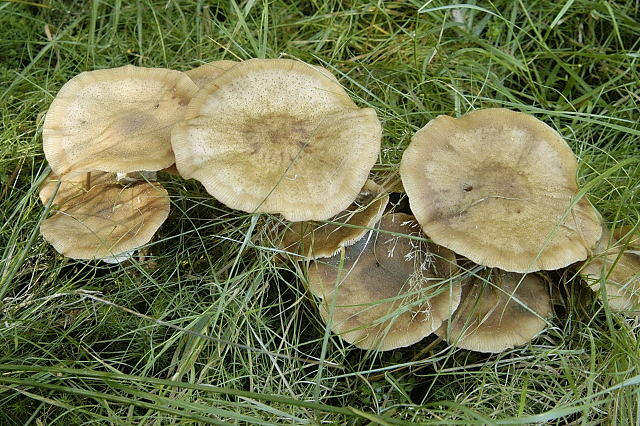
A. cepistipes.

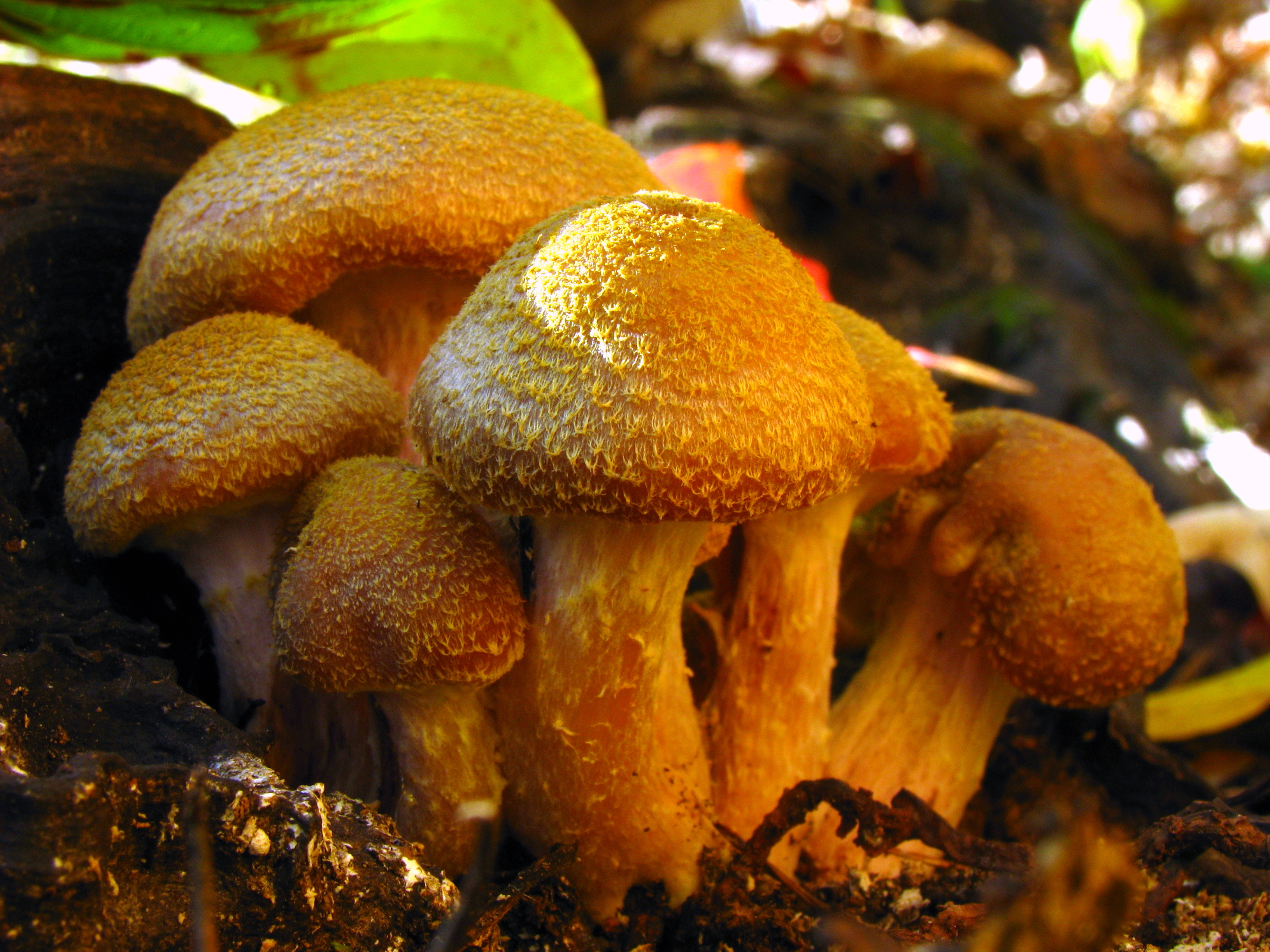
A. gallica.

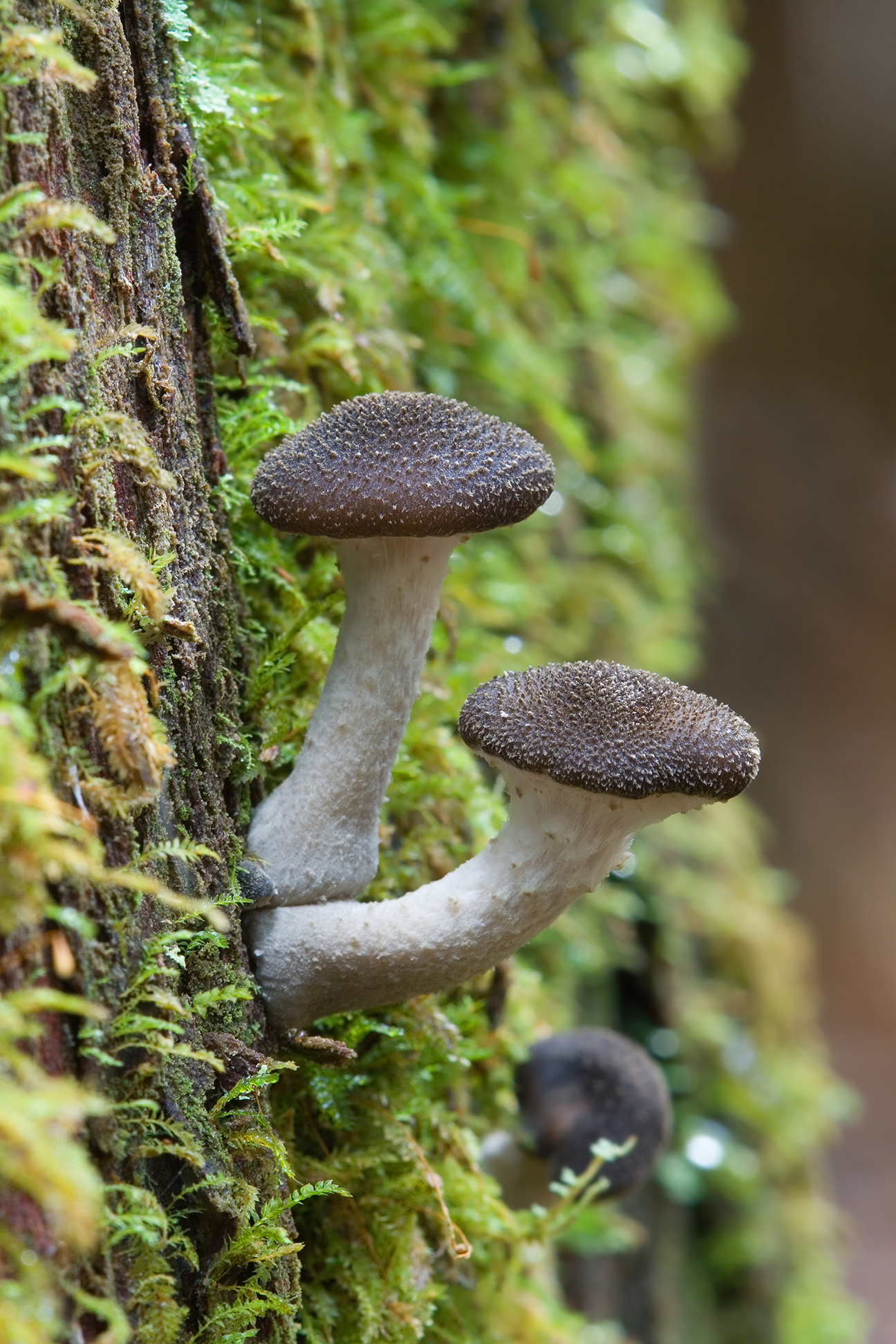
A. hinnulea.

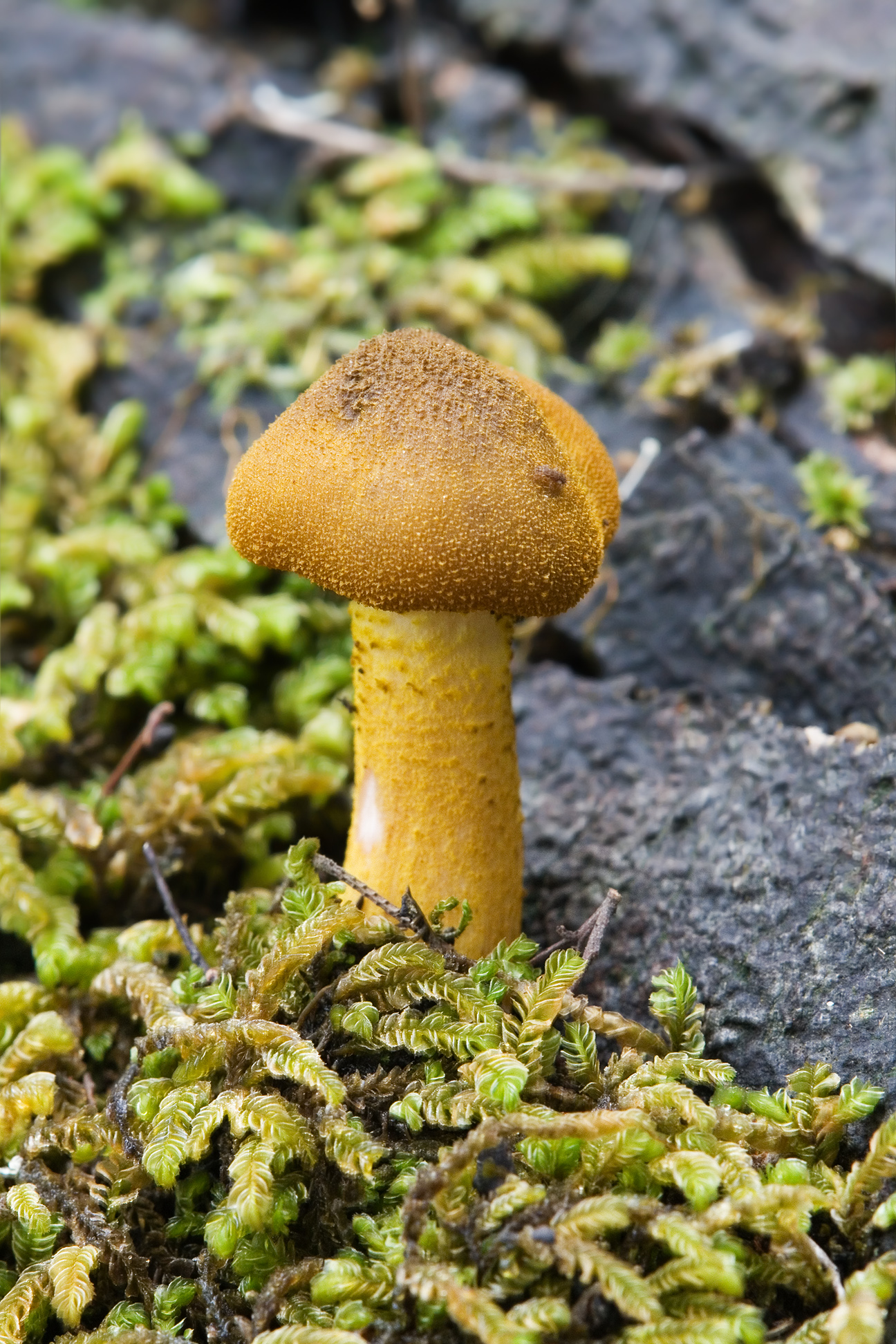
A. luteobubalina.

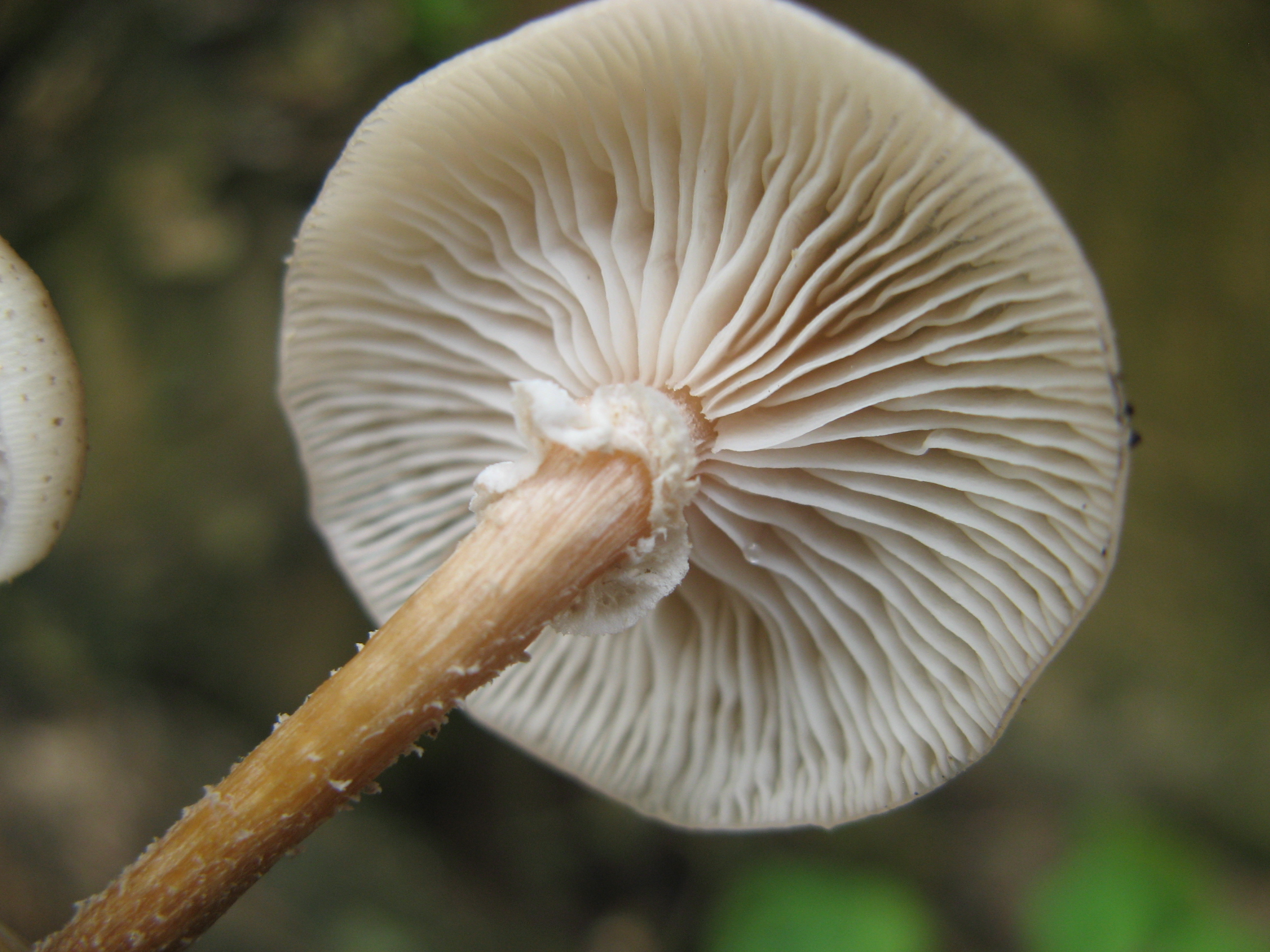
A. puiggarii.

| Nome                       | Autor                                 | Ano           | Distribuição                                              | Ref                  |
| -------------------------- | ------------------------------------- | ------------- | --------------------------------------------------------- | -------------------- |
| Armillaria affinis         | (Singer) T.J.Volk & Burds.            | 1995          | - Caribe - América Central                                | [ 8 ] [ 12 ]         |
| Armillaria altimontana     | Brazee, B.Ortiz, Banik & D.L.Lindner. | 2012          | América do Norte                                          | [ 8 ]                |
| Armillaria apalosclera     | (Berk.) A.Chandra & Watl.             | 1982 ("1981") | Ásia                                                      | [ 13 ] [ 11 ]        |
| Armillaria borealis        | Marxm. & Korhonen                     | 1982          | Eurásia                                                   | [ 14 ] [ 15 ]        |
| Armillaria calvescens      | Bérubé & Dessur.                      | 1989          | América do Norte                                          | [ 16 ] [ 17 ]        |
| Armillaria camerunensis    | (Henn.) Courtec.                      | 1995          | África                                                    | [ 8 ] [ 18 ]         |
| Armillaria cepistipes      | Velen.                                | 1920          | - Eurásia - América do Norte                              | [ 19 ] [ 20 ]        |
| Armillaria duplicata       | (Berk.) Sacc.                         | 1887          | Índia                                                     | [ 8 ] [ 21 ]         |
| Armillaria ectypa          | (Fr.) Lamoure                         | 1965          | Europa                                                    | [ 22 ] [ 23 ]        |
| Armillaria fellea          | (Hongo) Kile & Watling                | 1983          | Austrália                                                 | [ 8 ] [ 24 ]         |
| Armillaria fumosa          | Kile & Watling                        | 1983          | Austrália                                                 | [ 8 ] [ 24 ]         |
| Armillaria fuscipes        | Petch                                 | 1909          | - África - Ásia                                           | [ 25 ] [ 26 ]        |
| Armillaria gallica         | Marxm. & Romagn.                      | 1987          | - África - Europa - Japão - América do Norte              | [ 15 ] [ 20 ] [ 27 ] |
| Armillaria gemina          | Bérubé & Dessur.                      | 1989          | América do Norte                                          | [ 16 ]               |
| Armillaria griseomellea    | (Singer) Kile & Watling               | 1983          | - América do Norte - América do Sul                       | [ 24 ] [ 28 ]        |
| Armillaria heimii          | Pegler                                | 1977          | África                                                    | [ 32 ]               |
| Armillaria hinnulea        | Kile & Watling                        | 1983          | Australásia                                               | [ 24 ] [ 33 ]        |
| Armillaria jezoensis       | J.Y.Cha & Igarashi                    | 1994          | Japão                                                     | [ 34 ]               |
| Armillaria limonea         | (G.Stev.) Boesew.                     | 1977          | - Australásia - América do Sul                            | [ 35 ] [ 36 ]        |
| Armillaria luteobubalina   | Watling & Kile                        | 1978          | - Australásia - América do Sul                            | [ 37 ] [ 38 ]        |
| Armillaria mellea          | (Vahl) P.Kumm.                        | 1871          | - Eurásia - América do Norte                              | [ 15 ] [ 39 ]        |
| Armillaria melleorubens    | (Berk. & M.A.Curtis) Sacc.            | 1887          | - América Central - América do Norte                      | [ 8 ] [ 21 ]         |
| Armillaria montagnei       | (Singer) Herink                       | 1973          | - Europa - América do Sul                                 | [ 8 ] [ 10 ] [ 40 ]  |
| Armillaria nabsnona        | T.J.Volk & Burds.                     | 1996          | - Ásia - América do Norte                                 | [ 20 ] [ 41 ]        |
| Armillaria novae-zelandiae | (G.Stev.) Boesew.                     | 1973          | - Austrália - Nova Guiné - Nova Zelândia - América do Sul | [ 35 ]               |
| Armillaria omnituens       | (Berk.) Sacc.                         | 1887          | Índia                                                     | [ 8 ] [ 21 ]         |
| Armillaria pallidula       | Kile & Watling                        | 1988          | Austrália                                                 | [ 8 ] [ 42 ]         |
| Armillaria paulensis       | Capelari                              | 2008          | América do Sul                                            | [ 43 ]               |
| Armillaria pelliculata     | Beeli                                 | 1927          | África                                                    | [ 8 ] [ 30 ]         |
| Armillaria procera         | Speg.                                 | 1889          | América do Sul                                            | [ 8 ] [ 44 ]         |
| Armillaria puiggarii       | Speg.                                 | 1889          | América do Sul                                            | [ 8 ] [ 44 ]         |
| Armillaria sinapina        | Bérubé & Dessur.                      | 1988          | - Ásia - América do Sul                                   | [ 15 ] [ 20 ] [ 45 ] |
| Armillaria singula         | J.Y.Cha & Igarashi                    | 1994          | - Japão - América do Norte                                | [ 8 ] [ 34 ]         |
| Armillaria socialis        | (DC.) Fayod                           | 1889          | - Eurásia - América do Norte                              | [ 8 ] [ 46 ]         |
| Armillaria solidipes       | Peck                                  | 1900          | - Eurásia - América do Norte                              | [ 15 ] [ 20 ] [ 48 ] |
| Armillaria sparrei         | (Singer) Herink                       | 1973          | - América do Sul - América do Norte                       | [ 40 ]               |
| Armillaria tabescens       | (Scop.) Emel                          | 1921          | - Eurásia - América do Norte                              | [ 15 ] [ 49 ]        |
| Armillaria tigrensis       | (Singer) T.J.Volk & Burds             | 1983          | América do Sul                                            | [ 8 ] [ 50 ]         |
| Armillaria umbrinobrunnea  | (Singer) Pildain & Rajchenb.          | 2010          | América do Sul                                            | [ 10 ]               |
| Armillaria viridiflava     | (Singer) T.J.Volk & Burds.            | 1995          | - Europa - América do Sul                                 | [ 51 ]               |
| Armillaria yungensis       | (Singer) Herink                       | 1973          | América do Sul                                            | [ 8 ] [ 40 ]         |